# Horornis diphone

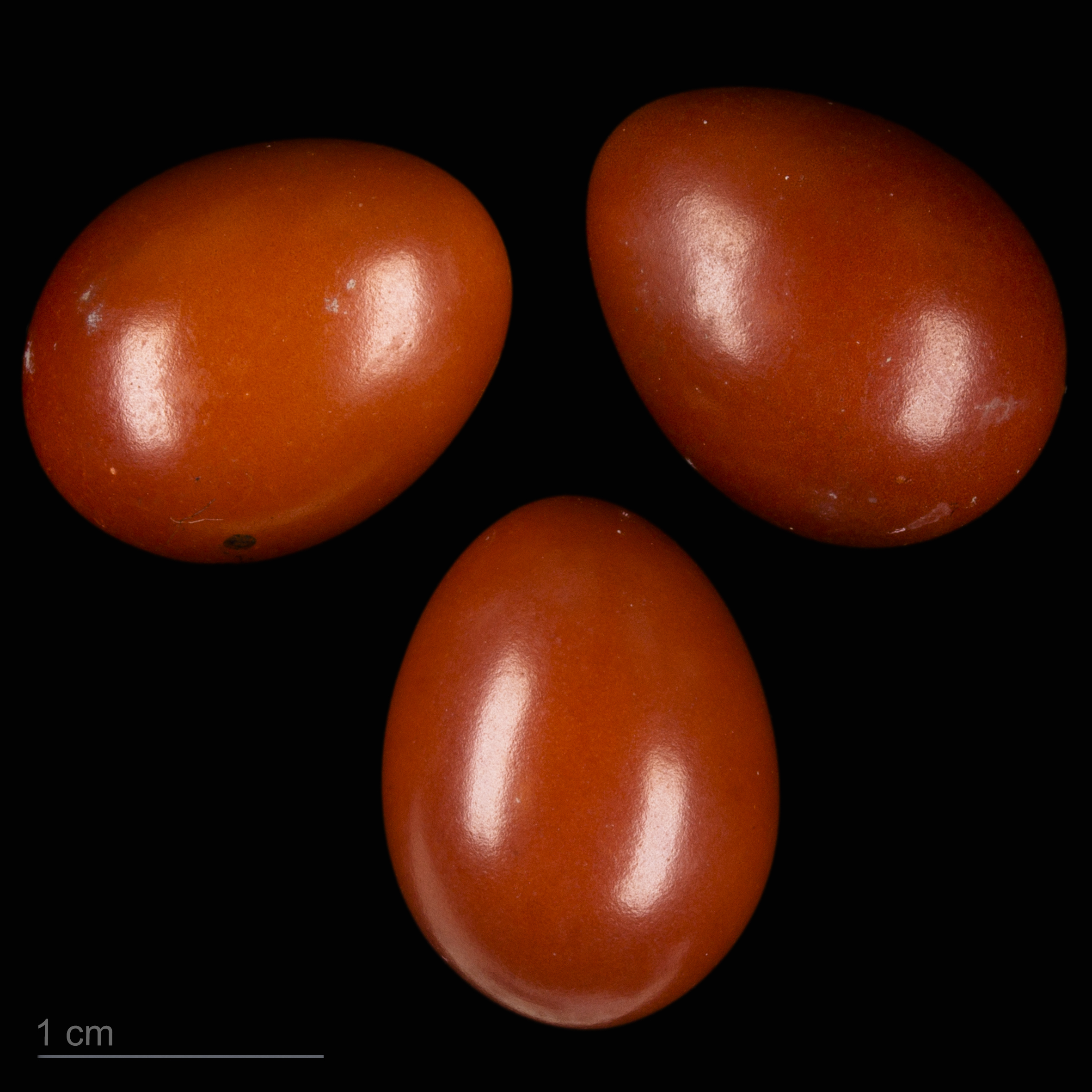
Horornis diphone cantans - MHNT

El cetia japonés o ruiseñor bastardo japonés (Horornis diphone), conocido en japonés como uguisu (ウグイス), es una especie de ave paseriforme de la familia Cettiidae nativa del Extremo Oriente.

## Subespecies
Se reconocen seis subespecies:
- Horornis diphone cantans (Temminck & Schlegel, 1847)
- Horornis diphone canturians (Swinhoe, 1860)
- Horornis diphone diphone (Kittlitz, 1830)
- Horornis diphone restrictus Kuroda, 1923
- Horornis diphone riukiuensis Kuroda, 1925
- Horornis diphone sakhalinensis (Yamashina, 1927)